# Take (1919)
El Take (竹, "Bambú") fue uno de los 21 destructores de clase Momi construidos para la Armada Imperial Japonesa a finales de la década de 1910. Fue dado de baja en 1940 antes de volver a ser utilizado como buque escuela. Finalmente fue hundido como rompeolas en el puerto de Akita en 1948.

## Diseño y descripción
La clase Momi fue diseñada con mayor velocidad y mejor navegamiento en el mar que los destructores de segunda clase de la clase Enoki. Los buques tenían una eslora total de 280 pies (85,3 m) y 275 pies (83,8 m) entre perpendiculares. Tenían una manga de 26 pies (8 m) y un calado medio de 8 pies (2,4 m). Los buques de la clase Momi desplazaban 850 toneladas largas (864 t) con carga estándar y 1020 toneladas largas (1036 t) con carga profunda. La fuerza motriz era suministrada por dos turbinas de vapor con engranajes Brown-Curtis, cada una de las cuales accionaba una turbina de vapor suministrado por tres calderas acuotubulares Kampon. Las turbinas estaban diseñadas para producir 21 500 caballos (16 033 kW) de potencia en el eje para dar a los buques una velocidad de 36 nudos (67 km/h; 41 mph). Los buques transportaban un máximo de 275 toneladas largas (279 t) de fuelóleo, lo que les daba una autonomía de 3000 millas náuticas (5556 km) a 15 nudos (28 km/h; 17 mph). Su tripulación estaba compuesta por 110 oficiales y tripulantes.
El armamento principal de los buques de la clase Momi consistía en tres cañones de 12 centímetros (4,7 plg) del tipo 3 en montajes individuales: un cañón delante de la cubierta de popa, otro entre las dos embudos y el último en lo alto de la superestructura de popa. Los cañones estaban numerados del "1" al "3" de delante hacia atrás. Los buques llevaban sobre el agua dos juegos gemelos de tubos lanzatorpedos de 533 milímetros (21 plg); un montaje estaba en la cubierta de bodega, entre la superestructura de proa y el cañón de proa, y el otro entre la chimenea de popa y la superestructura de popa.

## Construcción y carrera
El Take, construido en los astilleros Kawasaki de Kobe, fue botado el 26 de agosto de 1919 y completado el 25 de diciembre de 1919. Fue dado de baja el 1 de febrero de 1940 antes de volver a ser dado de alta como buque escuela. Finalmente fue hundido como rompeolas en el puerto de Akita en 1948.